# لاچلان مکلی
لاچلان مکلی (به انگلیسی: Lachlan Macleay) فضانورد اهل کشور ایالات متحده آمریکا است که در ۱۳ ژوئن ۱۹۳۱ میلادی در سنت لوئیس زاده شد.